# Panssarimiina m/S–39 és m/S–40
A Panssarimiina m/S–39 és m/S–40 aknák finn gyártmányú harckocsiaknák voltak, melyeket a téli háború alatt használtak. A téli háború alatt nagy igény mutatkozott az aknák iránt, ezért olcsó, könnyen gyártható aknákra volt szükség. Az m/S–39 aknát az Arvo Saloranta őrnagy által vezetett csapat tervezte 1939 októberében, melynek sorozatgyártása 1939 november 8-án kezdődött. Egy héttel később a Lahti és Helylä bútorgyárakban már több mint 2000 akna készült el. A téli háború végével 133 000 darab került ki a csapatokhoz. Az m/S–40 akna egy továbbfejlesztett változat volt.
Az akna egy négyszög alakú fadobozban elhelyezett nagy adag robbanószer volt, a tetején egy vastag faburkolatú kerettel. Mikor az akna tetején megnövekedett a nyomás, a faburkolat összetört, lenyomódott az aknára és beindította azt.
A téli háború alatt az akna egyik előnye az volt, hogy a korabeli aknakeresők nehezen észlelték, habár a modern szabványokhoz képest viszonylag nagy mennyiségű fémet tartalmazott.

## Fordítás
- Ez a szócikk részben vagy egészben  a   Panssarimiina m/S-39 and m/S-40 című angol Wikipédia-szócikk ezen változatának fordításán alapul.  Az eredeti cikk szerkesztőit annak laptörténete sorolja fel. Ez a jelzés csupán a megfogalmazás eredetét és a szerzői jogokat jelzi, nem szolgál a cikkben szereplő információk forrásmegjelöléseként.